# 14 Aquilae
14 Aquilae (g Aquilae) é uma estrela dupla na direção da Aquila. Possui uma ascensão reta de 19h 02m 54.49s e uma declinação de −03° 41′ 56.4″. Sua magnitude aparente é igual a 5.40. Considerando sua distância de 499 anos-luz em relação à Terra, sua magnitude absoluta é igual a −0.53. Pertence à classe espectral A1V.